# Schistostephium
Schistostephium es un género de plantas pertenecientes a la familia Asteraceae. Comprende 20 especies descritas y de estas, solo 13 aceptadas.

## Taxonomía
El género fue descrito por Christian Friedrich Lessing y publicado en Syn. Comp. 251. 1832.

## Especies aceptadas
A continuación se brinda un listado de las especies del género Schistostephium aceptadas hasta junio de 2012, ordenadas alfabéticamente. Para cada una se indica el nombre binomial seguido del autor, abreviado según las convenciones y usos:
- Schistostephium artemisiifolium Baker
- Schistostephium crataegifolium (DC.) Fenzl ex Harv.
- Schistostephium dactyliferum Hutch.
- Schistostephium flabelliforme Less.
- Schistostephium griseum (Harv.) Hutch.
- Schistostephium heptalobum (DC.) Oliv. & Hiern
- Schistostephium hippiifolium (DC.) Hutch.
- Schistostephium mollissimum Hutch.
- Schistostephium oxylobum S.Moore
- Schistostephium rogersii Hutch.
- Schistostephium rotundifolium (DC.) Fenzl ex Harv.
- Schistostephium scandens Hutch.
- Schistostephium umbellatum (L.f.) K.Bremer & Humphries